# Kryštof Mařatka
Kryštof Mařatka (nar. 1972) je český hudební skladatel, dirigent a klavírista. Žije a pracuje v Praze a v Paříži.

## Dílo
- Svatyně - v hlubinách jeskynních maleb. Koncert pro housle a orchestr. Světová premiéra 27. května 2024, skladba na objednávku Pražského jara a Radio France. Orchestre Philharmonique de Radio France, Kryštof Mařatka - dirigent, Amaury Coeytaux - housle[1][2]